# Vyacheslav Shevchuk
V'yacheslav Anatoliyovych Shevchuk ou Vyacheslav Anatolyevich Shevchuk - em ucraniano, В'ячеслав Анатолійович Шевчу́к e em russo, Вячесла́в Анато́льевич Шевчу́к (Lutsk, 13 de maio de 1979) é um futebolista ucraniano que joga como zagueiro ou lateral-esquerdo. Desde 2005, atua pelo Shakhtar Donetsk.

## Carreira
Tendo passado pelas categorias de base de Volyn Lutsk (time de sua cidade), Zenit São Petersburgo, Torpedo Moscou (ambos da Rússia) e Podillya Khmelnytskyi, Shevchuk iniciou sua carreira profissional neste último clube, em 1996, permanecendo até o ano seguinte, quando se mudou para o Metalurh Zaporizhya. Pelos "Cossacos", jogou 31 partidas e marcou um gol.
Em 2000, assinou com o Shakhtar Donetsk, fazendo apenas doze partidas em sua primeira passagem nos Kroty. No ano seguinte, foi contratado pelo Metalurh Donetsk, rival local do Shakhtar, onde disputou apenas dois jogos. Shevchuk voltou à Rússia em 2002, contratado pelo Shinnik Yaroslavl, onde disputou 50 partidas e marcou quatro gols em duas temporadas. Contratado pelo Dnipro Dnipropetrovsk, o defensor atuaria apenas onze vezes, marcando um gol. Shevchuk retornaria ao Shakhtar ao final da temporada 2004-05, permanecendo até hoje no clube, tendo conquistado 16 títulos (contando com a primeira passagem pelos Kroty).

## Seleção Ucraniana
Convocado para a Seleção Ucraniana desde 2003, Shevchuk disputou 34 partidas pelo selecionado, não marcando nenhum gol.
Incluído por Oleg Blokhin na pré-lista de convocados para a Copa de 2006, chegou a substituir o também zagueiro Serhiy Fedorov, cortado por uma lesão no quadril, mas Blokhin optou em convocar o novato Oleksandr Yatsenko, da seleção sub-21, para o lugar do veterano.
A única competição internacional disputada até hoje por Shevchuk foi a Eurocopa de 2012, sediada em conjunto por Ucrânia e Polônia - o time não se classificara para as Eurocopas de 2004 e 2008, além da Copa de 2010 - , mas ele acabou não entrando em nenhuma das três partidas da Ucrânia, que caiu na primeira fase do torneio